# Желтобрюхая филепитта
Желтобрюхая филепитта (лат. Philepitta schlegeli) — вид птиц рода Philepitta из семейства мадагаскарские питтовые (Philepittidae), эндемик Мадагаскара. Видовое название дано в честь немецкого орнитолога, автора первоописания Германа Шлегеля.

## Распространение
Ареал  желтобрюхой  филепитты — северо-запад Мадагаскара. Предпочитает сухие лесные районы и карстовые долины.

## Описание
Желтобрюхая филепитта достигает длины тела от 12,5 до 14,0 сантиметров. Рулевые перья очень короткие. В период размножения для этого вида характерен чёткий половой диморфизм в окраске оперения. В этот период только самцы демонстрируют красочное оперение во время ухаживания и размножения. У них угольно-чёрная голова, на которой выделяется кожаные наросты с четырьмя бирюзовыми пятнами, соединёнными кобальтово-синими полосками вокруг глаз. Окологлазное кольцо также бирюзовое. Грудь и брюхо ярко-жёлтые, в то время как остальное оперение преимущественно тускло-оливково-зелёновато. Вне периода размножения оперение головы также оливково-зелёное, с лёгкими коричневыми крапинками, а яркие пятна полностью отсутствуют. Нижняя сторона тускло-жёлтая с несколькими светло-коричневыми крапинками. В это время оба пола очень похожи. У самок отсутствуют только коричневые крапинки на голове.

## Образ жизни
Птицы питаются различными фруктами и нектаром, в частности, из семейства кутровых (Apocynaceae). В периоды низкого урожая фруктов также употребляют в пищу насекомых. 
Основной сезон размножения приходится на октябрь-декабрь. Полигиничный  вид. Гнездо строится из небольших полосок листьев, фрагментов коры и мха, сплетённых паутиной.  Самец привлекает самок пением и окраской. Строительством гнезда и попечительством о потомстве занимается только самка. Более подробная информация о поведении в период размножения отсутствует.

## Статус угрозы
Желтобрюхая филепитта обитает, в основном, в национальных парках и прилегающих районах северо-западного Мадагаскара. Поэтому существенный генетический обмен между популяциями не возможен. Международный союз охраны природы IUCN классифицирует этот вид, как NT  «близкий к угрожаемому» = потенциально находящийся под угрозой исчезновения».